# Martin Ruland der Ältere

Martin Ruland der Ältere

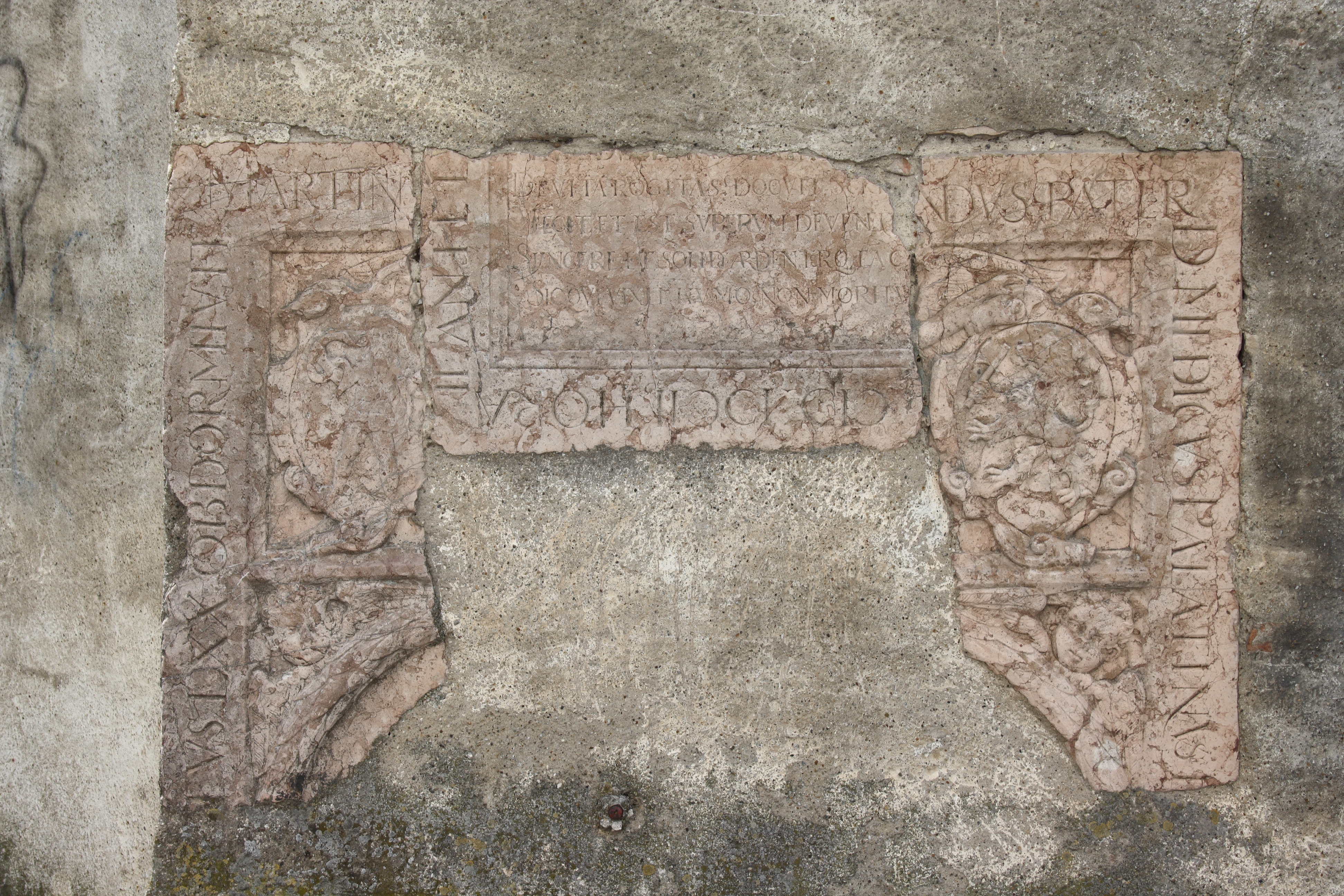
Fragment der Grabplatte für Martin Ruland in Lauingen

Martin Ruland der Ältere, auch Martinus Rulandus (* 1532 in Freising; † 3. Februar 1602 in Prag), war ein deutscher Arzt, Alchemist und Gräzist. Er galt als Anhänger des Paracelsus.

## Leben
Ruland wurde als Sohn des Apothekers Balthasar Ruland (1489–1534) geboren. Nach seinem Studium war er zunächst als Badearzt in Giengen tätig. Ab ca. 1565 lehrte Ruland am Lauinger Gymnasium illustre (heute Albertus-Gymnasium) als professor publicus Arzneimittelkunde, Physik und Griechisch. In Lauingen wirkte er auch als Stadtphysicus und Leibarzt des Pfalzgrafen Philipp Ludwig.
Später siedelte Ruland als Leibarzt Kaiser Rudolfs II. nach Prag über. Dort starb er im Alter von siebzig Jahren. Seine Grabplatte ist als Fragment im Mauerturm am Oberanger in Lauingen erhalten.
Ruland hatte sechs namentlich bekannte Nachfahren. Vier seiner Söhne wurden auch Mediziner. Sein Sohn Martin Ruland der Jüngere wurde später ebenfalls als Arzt und Alchemist bekannt.

## Werk
Rulands Schriften sind den alchemistischen Anschauungen seiner Zeit verhaftet. Als Arzneien setzte er zumeist antimonhaltige Brechmittel ein. Bekannt wurde sein auf Basis von Kaliumantimonyltartrat zubereiteter Brechwein (aqua benedicta rulandi oder Rulandswasser), der sich bis ins 19. Jahrhundert in Arzneimittelbüchern fand.
Ruland gilt als Erstbeschreiber der klinischen Symptomatik der Rolando-Epilepsie (1597), die trotz Namensähnlichkeit nicht nach ihm, sondern nach dem italienischen Anatomen Luigi Rolando benannt wurde.
Neben seiner medizinischen Tätigkeit verfasste Ruland medizinische Werke wie etwa zu Aderlass und Schröpfen sowie balneologischen Anwendung von Wasser bei Krankheiten und Schriften zur griechischen Sprache, wie z. B. das vielfach aufgelegte Dictionarium latino-graecum sive synonymorum copia (Augsburg 1589, Anger).
Ruland dem Älteren wurde früher vielfach ein von seinem Sohn Ruland dem Jüngeren verfasstes Lexikon der Alchemie zugeschrieben.

## Schriften
- Medicina practica recens et nova. Straßburg 1564.
- Curationum empiricarum et historicarum centuriae X. Basel 1578.